# Wolfgang Benz
Pour les articles homonymes, voir Benz.
Wolfgang Benz (né le 9 juin 1941 à Ellwangen) est un historien allemand de l'histoire contemporaine et un représentant internationalement reconnu de la recherche sur les préjugés, la recherche sur l'antisémitisme et la recherche sur le national-socialisme. De 1990 à 2011, il enseigne à l'Université technique de Berlin et dirige le Centre associé de recherche sur l'antisémitisme (de), dont il édite l'annuaire jusqu'en 2011.

## Domaines de carrière et de recherche
Benz étudie l'histoire, les sciences politiques et l'histoire de l'art à Francfort-sur-le-Main, Kiel et Munich. Il obtient son doctorat en 1968 avec Karl Bosl à l'Université Louis-et-Maximilien de Munich sur le thème de l'Allemagne du Sud dans la République de Weimar (politique intérieure 1918-1923). De 1969 à 1990, il est chercheur associé à l'Institut d'histoire contemporaine de Munich.
En 1985, Benz cofonde le Dachauer Hefte (de) et le publie depuis. En 1986, il accepte un poste de professeur invité à l'Université de Nouvelle-Galles du Sud à Sydney. En 1992, il reçoit le prix frère et sœur Scholl et le prix du livre politique de la Fondation Friedrich-Ebert. Depuis 1992, il publie le Zeitschrift für Geschichtswissenschaft et depuis 2001 le Handbuch der deutschen Geschichte (de). Il travaille souvent avec l'Agence fédérale pour l'éducation civique. En 2007, il enseigne en tant que professeur invité à l'Institut Sir-Peter-Ustinov pour la recherche et la lutte contre les préjugés à l'Université de Vienne. Il publie la série de livres de poche Europäische Geschichte chez S. Fischer Verlag. Benz est également l'éditeur de la série Lebensbilder. Jüdische Erinnerungen und Zeugnisse (de), qui est publiée par Fischer-Verlag dans le cadre de la Schwarze Reihe (de) depuis 1991.
Benz prend sa retraite le 21 octobre 2010, mais est toujours en poste jusqu'en mars 2011. Ses étudiants universitaires comprennent Wolf Gruner (de), Johannes Heil (de), Günther Jikeli (de), Yasemin Shooman (de) et Harry Waibel (de).

### Travaux importants
Certaines des publications de Benz sont considérées comme des ouvrages standards de recherche historique sur l'ère national-socialiste et le cours de l'Holocauste, notamment l'Enzyklopädie des Nationalsozialismus (de) (1997, avec Hermann Graml et Hermann Weiß (de)) et le Handbuch des Antisemitismus en plusieurs volumes. Aussi le livre de Benz Was ist Antisemitismus? (2004) est décrit comme un ouvrage standard, tout comme la série en neuf volumes Der Ort des Terrors (2005), éditée avec Barbara Distel, qui est considérée comme la description la plus complète du système des camps nazis et pour la première fois réuni les résultats de recherche disponibles au sens étroit de traitement.

## Travaux (sélection)

### Monographies
- Süddeutschland in der Weimarer Republik. Ein Beitrag zur deutschen Innenpolitik 1918–1923 (= Beiträge zu einer historischen Strukturanalyse Bayerns im Industriezeitalter, Band 4). Duncker und Humblot, Berlin 1970, DNB 456070109 (Dissertation Universität München 1968, 371 Seiten).
- Potsdam 1945. Besatzungsherrschaft und Neuaufbau im Vier-Zonen-Deutschland. dtv, München 1986; 4. Auflage 2005,  (ISBN 3-423-34230-7).
- Herrschaft und Gesellschaft im nationalsozialistischen Staat. Studien zur Struktur- und Mentalitätsgeschichte. Fischer, Frankfurt am Main 1990,  (ISBN 3-596-24435-8).
- Dimension des Völkermords. Die Zahl der jüdischen Opfer des Nationalsozialismus (= Quellen und Darstellungen zur Zeitgeschichte, Band 33). Oldenbourg, München 1991,  (ISBN 3-486-54631-7); als Taschenbuch: dtv 4690 dtv Wissenschaft, München 1996,  (ISBN 3-423-04690-2).
- Der Holocaust. Beck, München 1995; 8. Auflage 2014,  (ISBN 978-3-406-39822-3).
- Geschichte des Dritten Reiches. Beck, München 2000,  (ISBN 3-406-46765-2).
- Bilder vom Juden. Studien zum alltäglichen Antisemitismus. Beck, München 2001,  (ISBN 3-406-47575-2).
- Was ist Antisemitismus? Bundeszentrale für politische Bildung, Bonn 2004,  (ISBN 3-89331-562-4).
- Die 101 wichtigsten Fragen. Das Dritte Reich. Beck, München 2006,  (ISBN 3-406-54142-9); 3. Auflage 2012,  (ISBN 978-3-406-64907-3).
- Ausgrenzung, Vertreibung, Völkermord. Genozid im 20. Jahrhundert. dtv, München 2006,  (ISBN 3-423-34370-2).
- Die Protokolle der Weisen von Zion. Die Legende von der jüdischen Weltverschwörung. Beck, München 2007,  (ISBN 978-3-406-53613-7).
- Auftrag Demokratie. Die Gründungsgeschichte der Bundesrepublik und die Entstehung der DDR 1945–1949. Metropol, Berlin 2009,  (ISBN 978-3-940938-42-8).
- Die Feinde aus dem Morgenland. Wie die Angst vor den Muslimen unsere Demokratie gefährdet. Beck, München 2010,  (ISBN 978-3-406-63981-4); 2. Auflage 2013,  (ISBN 978-3-406-66260-7).
- Deutsche Juden im 20. Jahrhundert: eine Geschichte in Porträts. Beck, München 2011,  (ISBN 978-3-406-62292-2).
- Antisemitismus und „Islamkritik“, Bilanz und Perspektive. Metropol, Berlin 2011,  (ISBN 978-3-86331-012-7).
- Ansturm auf das Abendland? Zur Wahrnehmung des Islam in der westlichen Gesellschaft (= Wiener Vorlesungen im Rathaus. Band 170). Picus, Wien 2013,  (ISBN 978-3-85452-570-7).
- Der deutsche Widerstand gegen Hitler. Beck, München 2014,  (ISBN 978-3-406-66106-8).
- Sinti und Roma. Die unerwünschte Minderheit, Metropol, Berlin 2014,  (ISBN 978-3-86331-205-3).
- Antisemitismus. Präsenz und Tradition eines Ressentiments, Wochenschau-Verlag, Schwalbach im Taunus 2015,  (ISBN 978-3-7344-0104-6).
- Gewalt im November 1938. Die „Reichskristallnacht“ – Initial zum Holocaust. Metropol-Verlag, Berlin 2018,  (ISBN 978-3-86331-421-7).
- Wie es zu Deutschlands Teilung kam. dtv, München 2018,  (ISBN 978-3-423-28158-4).
- Im Widerstand. Größe und Scheitern der Opposition gegen Hitler. Beck, München 2019,  (ISBN 978-3-406-73345-1).
- Protest und Menschlichkeit. Die Widerstandsgruppe „Onkel Emil“ im Nationalsozialismus. Reclam, Ditzingen 2020,  (ISBN 978-3-15-011258-8).
- Vom Vorurteil zur Gewalt. Politische und soziale Feindbilder in Geschichte und Gegenwart. Herder, Freiburg 2020,  (ISBN 978-3451385964).

### Éditeur
- Das Tagebuch der Hertha Nathorff (= Schriftenreihe der Vierteljahrshefte für Zeitgeschichte. Band 54). Oldenbourg, München 1986.
- Zwischen Antisemitismus und Philosemitismus. Juden in der Bundesrepublik. Metropol, Berlin 1991,  (ISBN 3-926893-10-9).
- Salzgitter. Geschichte und Gegenwart einer deutschen Stadt 1942–1992. Beck, München 1992,  (ISBN 3-406-35573-0).
- Die Vertreibung der Deutschen aus dem Osten. Ursachen, Ereignisse, Folgen. Fischer TB, Frankfurt am Main 1995,  (ISBN 3-596-12784-X).
- Deutschland unter alliierter Besatzung 1945–1949/55. Ein Handbuch. Akademie, Berlin 1999,  (ISBN 978-3-05-003148-4).
- mit Angelika Königseder: Judenfeindschaft als Paradigma. Studien zur Vorurteilsforschung. Metropol, Berlin 2002,  (ISBN 3-936411-09-3).
- Überleben im Dritten Reich. Juden im Untergrund und ihre Helfer. Beck, München 2003,  (ISBN 3-406-51029-9).(Rezension, Institut für Friedenspädagogik Tübingen e. V.).
- Selbstbehauptung und Opposition. Kirche als Ort des Widerstandes gegen staatliche Diktatur. Metropol, Berlin 2003,  (ISBN 3-936411-32-8).
- Der Hass gegen die Juden. Dimensionen und Formen des Antisemitismus. Metropol, Berlin 2008 (= Positionen, Perspektiven, Diagnosen. Band 2),  (ISBN 978-3-938690-82-6).
- mit Angelika Königseder: Das Konzentrationslager Dachau. Geschichte und Wirkung nationalsozialistischer Repression. Metropol, Berlin 2008,  (ISBN 978-3-940938-10-7).
- Handbuch des Antisemitismus. Judenfeindschaft in Geschichte und Gegenwart. 8 Bände in 9 Teilbänden. De Gruyter / Saur, Berlin 2008–2015:
  - Band 1: Länder und Regionen. 2008,  (ISBN 978-3-598-24071-3); korrigierte Auflage 2010,  (ISBN 978-3-11-023510-4).
  - Band 2: Personen. 2 Bände. 2009,  (ISBN 978-3-598-24072-0) (A–K);  (ISBN 978-3-598-24072-0) (L–Z).
  - Band 3: Begriffe, Ideologien, Theorien. 2010,  (ISBN 978-3-598-24074-4).
  - Band 4: Ereignisse, Dekrete, Kontroversen. 2011,  (ISBN 978-3-598-24076-8).
  - Band 5: Organisationen. 2012,  (ISBN 978-3-598-24078-2).
  - Band 6: Schriften und Periodika. 2013,  (ISBN 978-3-11-025872-1).
  - Band 7: Literatur, Film, Theater und Kunst. 2014,  (ISBN 978-3-11-025873-8).
  - Band 8: Nachträge und Register. 2015,  (ISBN 978-3-11-037932-7).
- Wie wurde man Parteigenosse? Die NSDAP und ihre Mitglieder. Fischer, Frankfurt am Main 2009,  (ISBN 978-3-596-18068-4).
- Streitfall Antisemitismus. Anspruch auf Deutungsmacht und politische Interessen. Metropol Verlag, Berlin 2020,  (ISBN 978-3-86331-532-0).

### Co-éditeur
- mit Hermann Graml: Aspekte deutscher Außenpolitik im 20. Jahrhundert. Aufsätze Hans Rothfels zum Gedächtnis. DVA, Stuttgart 1976,  (ISBN 3-421-01783-2).
- mit Hermann Graml, Hermann Weiß (de): Enzyklopädie des Nationalsozialismus (de). Deutscher Taschenbuch-Verlag, München 1997; 5. Auflage, Klett-Cotta, Stuttgart / dtv, München 2007,  (ISBN 978-3-423-34408-1).
- mit Walter H. Pehle (de): Lexikon des deutschen Widerstandes. 2. Auflage. Fischer, Frankfurt am Main 1994,  (ISBN 3-10-005702-3).
- mit Alfred Haverkamp (de), Wolfgang Reinhard (de) und Jürgen Kocka: Gebhardt. Handbuch der deutschen Geschichte (de), 10. Auflage, 24 Bände, Klett-Cotta, Stuttgart 2001 ff. (noch nicht abgeschlossen). Im Herausgebergremium ist Benz für die Bände zur Geschichte des 20. Jahrhunderts (Band 18–23) zuständig:
  - 18: Wolfgang Benz/Ursula Büttner: Der Aufbruch in die Moderne – das 20. Jahrhundert. Weimar – die überforderte Republik 1918–1933. Stuttgart 2010; 812 S.
  - 19: Michael Grüttner: Das Dritte Reich 1933–1939, Stuttgart 2014; 606 S.
  - 20: Dieter Pohl: Der Holocaust 1933–1945. Nationalsozialistische Rassenpolitik (noch nicht erschienen).
  - 21: Rolf-Dieter Müller: Der Zweite Weltkrieg 1939–1945, Stuttgart 2004; 503 Seiten.
  - 22: Wolfgang Benz/Michael F. Scholz (de): Deutschland unter alliierter Besatzung 1945–1949. Die DDR 1949–1990. Stuttgart 2009; 686 Seiten.
  - 23: Edgar Wolfrum (de): Die Bundesrepublik Deutschland 1949–1990, Stuttgart 2005; 696 Seiten.
- mit Barbara Distel und Angelika Königseder (Redaktion): Der Ort des Terrors. Geschichte der nationalsozialistischen Konzentrationslager. 9 Bände. Beck, München 2005–2009,  (ISBN 978-3-406-52960-3) (Rezension; Inhaltsregister):
  - 1: Die Organisation des Terrors. Mitherausgeberin Angelika Königseder. 2005; 2. Auflage 2006,  (ISBN 3-406-52961-5), 394 Seiten.
  - 2: Frühe Lager, Dachau, Emslandlager. 2005,  (ISBN 3-406-52962-3), 607 Seiten.
  - 3: Sachsenhausen, Buchenwald. 2006,  (ISBN 3-406-52963-1), 660 Seiten.
  - 4: Flossenbürg, Mauthausen, Ravensbrück. 2006,  (ISBN 3-406-52964-X), 644 Seiten.
  - 5: Hinzert, Auschwitz, Neuengamme. 2007,  (ISBN 978-3-406-52965-8), 591 Seiten.
  - 6: Stutthof, Groß-Rosen, Natzweiler. 2007,  (ISBN 978-3-406-52966-5), 840 Seiten.
  - 7: Wewelsburg, Majdanek, Arbeitsdorf, Herzogenbusch (Vught), Bergen-Belsen, Mittelbau-Dora. 2008,  (ISBN 978-3-406-52967-2), 360 Seiten.
  - 8: Riga, Warschau, Kaunas, Vaivara, Plaszów, Klooga, Chelmo, Belzec, Treblinka, Sobibor. 2008,  (ISBN 978-3-406-57237-1), 576 Seiten.
  - 9: Arbeitserziehungslager, Durchgangslager, Ghettos, Polizeihaftlager, Sonderlager, Zigeunerlager, Zwangsarbeitslager. 2009,  (ISBN 978-3-406-57238-8), 656 Seiten.
- mit Juliane Wetzel: Antisemitismus und radikaler Islamismus. Klartext, Essen 2007,  (ISBN 978-3-89861-714-7) (= Antisemitismus. Geschichte und Strukturen, Band 4).